# オークショットシリーズ
『オークショットシリーズ』（Oakshott series）は、ロバート・チャロナー（Robert Challoner、1924年 - 1987年）著の、イギリス海軍士官チャールズ・オークショットを主人公にした海洋冒険小説。日本ではハヤカワ文庫より「海の暴れん坊 オークショット」として出版された。フランス革命戦争からナポレオン戦争にかけての時期を背景とする。第3巻まで刊行されたところで作者が死亡し、打ち切りとなってしまった。
主人公のチャールズ・オークショットは没落しかけた貴族アフィンガム・バウ侯爵家の次男坊で、現侯爵である未婚で放蕩自堕落な兄の跡（と崩れかけた城）を継がされる恐怖を感じつつ、海軍生活を送っている。といっても内省的な面は微塵もなく、そのいかにも次男坊的な性格ゆえに時折り失敗もやらかすものの、つねに前向き、自信満々に行動する。黒髪と、左右色の異なる青と茶色の目（「虹彩異色症」参照）が特徴で、その目がもたらす不思議な魅力により女性にももてるし、オークショット自身、その方面の行動にもためらいはない。
第1巻でトゥーロン攻囲戦、第2巻でナイルの海戦、第3巻ではコペンハーゲンの海戦と、各巻大きな事件に関与し、しかもそれぞれで重大な役割を果たす設定になっている。ネルソンの知遇も得ており、制作が続けられれば第4巻か第5巻ではトラファルガーの海戦にも参加したと思われる。第3巻にはバウンティ号の反乱で有名なブライ艦長も登場する。

## 作品一覧
1. 『ツーロンの砲声』 Run Out the Guns (1984) 訳：高永洋子（ハヤカワ文庫、1986年） ISBN 4-15-040412-7
2. 『ナイルの密約』 Give Fire! (1986) 訳：高永洋子（ハヤカワ文庫、1987年） ISBN 4-15-040444-5
3. 『バルト海の猛き艦長』 Into Battle! (1987) 訳：大森洋子（ハヤカワ文庫、1991年） ISBN 4-15-040613-8